# Hắc Phong song sát
Hắc Phong song sát là hai nhân vật hư cấu trong tiểu thuyết Anh hùng xạ điêu của Kim Dung. Hai nhân vật này là vợ chồng, người chồng là Trần Huyền Phong, người vợ là Mai Siêu Phong.

## Trên Đào Hoa đảo
Trần Huyền Phong và Mai Siêu Phong vốn đều là đệ tử của Hoàng Dược Sư, cùng học nghệ tại Đào Hoa đảo. Trong đó, Trần Huyền Phong là đại đệ tử, còn Mai Siêu Phong là tam đệ tử, xếp dưới đại đệ tử Trần Huyền Phong, nhị đệ tử Khúc Linh Phong, và xếp trên tứ đệ tử Lục Thừa Phong, ngũ đệ tử Vũ Linh Phong, và lục đệ tử Phùng Mặc Phong.
Sư phụ của Hắc Phong song sát là Hoàng Dược Sư nổi tiếng với nhiều kỳ tài, không chỉ giỏi võ công mà còn am tường cả thư họa, âm luật, kỳ môn độn giáp, y dược... Tuy nhiên, Trần Huyền Phong và Mai Siêu Phong chỉ chuyên tâm vào võ nghệ mà không quan tâm đến các sở trường khác của sư phụ. Điều này khác với các đồng môn còn lại, như Khúc Linh Phong thích sưu tầm các bức thư họa quý, còn Lục Thừa Phong không chỉ học võ mà còn học cả kỳ môn độn giáp của sư phụ và sau này ứng dụng vào việc xây dựng Quy Vân trang.
Khi cùng học võ nghệ với nhau tại Đào Hoa đảo, Trần Huyền Phong và Mai Siêu Phong nảy sinh tình cảm với nhau, nhưng không dám nói chuyện này với Hoàng Dược Sư. Lo ngại tính cách khó đoán của sư phụ có thể dẫn đến việc bị sư phụ ngăn cản chuyện tình cảm, Trần Huyền Phong và Mai Siêu Phong bàn nhau bỏ trốn khỏi đảo. Trước khi rời khỏi đảo, hai người đã lén lấy trộm quyển hạ trong bộ Cửu âm chân kinh của sư phụ để tập luyện riêng.
Khi biết chuyện Trần Huyền Phong và Mai Siêu Phong lén rời Đào Hoa đảo và còn lấy trộm quyển hạ của Cửu âm chân kinh, Hoàng Dược Sư đã nổi giận đánh gãy chân tất cả các đệ tử còn lại, và đuổi ra khỏi Đào Hoa đảo.

## Rời Đào Hoa đảo

### Tập luyện Cửu âm chân kinh
Rời khỏi Đào Hoa đảo, Trần Huyền Phong và Mai Siêu Phong kết nghĩa vợ chồng, và cùng nhau luyện Cửu âm chân kinh. Do chỉ lấy được quyển hạ của Cửu âm chân kinh mà không có quyển thượng nên Trần Huyền Phong và Mai Siêu Phong không biết được các yếu lĩnh cơ bản để tập luyện các món võ công được chép trong quyển thượng của Cửu âm chân kinh. Hai người này chọn bừa Cửu âm bạch cốt trảo và Tồi Tâm chưởng để luyện.
Cửu âm bạch cốt trảo vốn có tên là Cửu Âm Thần Trảo trong Cửu âm chân kinh. Khi luyện võ công này thì dùng tay đánh vào vách đá để luyên tập. Quyển hạ Cửu âm chân kinh viết: "Năm ngón phát kình, không gì cứng không phá được, chụp vào đầu óc như xuyên vào đậu hũ". Đoạn "chụp vào đầu óc" có ý nói là khi luyện thành công môn võ công này thì có thể dùng năm ngón tay đánh vào xương sọ của đối thủ dễ dàng như đánh vào đậu hũ. Nhưng do không có quyển thượng nên Trần Huyền Phong và Mai Siêu Phong lại tưởng là phải chụp vào đầu người thật nên đã giết rất nhiều người và lấy xương sọ để tập luyện. Nơi luyện tập của hai người này vì thế chất rất nhiều sọ người, từ đó giới giang hồ gọi món võ công này là Cửu âm bạch cốt trảo.
Do lo sợ bị cướp mất quyển hạ của Cửu âm chân kinh, Trần Huyền Phong đã xăm nội dung của quyển này vào bụng mình, và sau đó đốt bỏ quyển sách.

### Hành tẩu giang hồ
Trần Huyền Phong và Mai Siêu Phong trong khi luyện Cửu âm bạch cốt trảo đã giết rất nhiều người lấy sọ để tập luyện, đến khi luyện thành thì lại tiếp tục gây nhiều chuyện sóng gió trên giang hồ. Vì hai người này luôn đi cùng với nhau, nên được giang hồ gọi là Hắc Phong song sát.
Ngoài ra, Trần Huyền Phong và Mai Siêu Phong còn luyện một môn võ công khiến cho da thịt cứng như sắt đá. Do đó, Trần Huyền Phong còn được giang hồ gọi là Đồng thi, còn Mai Siêu Phong được gọi là Thiết thi. Mặc dù vậy, môn võ công này vẫn có nhược điểm là trên cơ thể người luyện sẽ có một yếu huyệt, nếu yếu huyệt này bị đánh trúng thì người luyện sẽ bị trọng thương mà chết.
Hắc Phong song sát trên đường hành tẩu giang hồ đã xảy ra xung đột với hai anh em Kha Tịch Tà và Kha Trấn Ác, kết quả là Kha Tịch Tà bị giết còn Kha Trấn Ác bị mù đôi mắt. Sau này, Kha Trấn Ác trở thành thủ lĩnh của Giang Nam thất quái.

### Cái chết của Trần Huyền Phong
Giang Nam thất quái theo giao ước với Khưu Xứ Cơ đi tìm con của Quách Khiếu Thiên, đi đến sa mạc Mông Cổ thì tìm được Quách Tĩnh lúc đó đã 6 tuổi, và hẹn Quách Tĩnh nửa đêm hôm đó đến gặp để truyền thụ võ công. Nhưng không ngờ vị trí hẹn gặp lại chính là nơi xếp rất nhiều xương sọ người do Hắc Phong song sát dùng để luyện Cửu âm bạch cốt trảo. Do có mối thù từ trước giữa Hắc Phong song sát với thủ lĩnh Kha Trấn Ác của Giang Nam thất quái, Giang Nam thất quái quyết định mai phục để tìm cách tiêu diệt Hắc Phong song sát. Quách Tĩnh không bỏ đi mà nấp ở gần đó.
Trong trận đánh, Hắc Phong song sát mặc dù chỉ có hai người đấu với nhóm bảy người của Giang Nam thất quái nhưng lại là bên mạnh hơn. Ngũ quái Trương A Sinh của Giang Nam thất quái bị trọng thương mà chết do trúng một chiêu Tồi tâm chưởng của Trần Huyền Phong. Trong khi đánh nhau, Trần Huyền Phong tóm được Quách Tĩnh, nhưng không ngờ bị Quách Tĩnh dùng trủy thủ đâm vào rốn. Vị trí rốn là yếu huyệt của Trần Huyền Phong nên đã khiến cho Đồng thi Trần Huyền Phong bị thương nặng. Mai Siêu Phong bất ngờ với việc chồng bị trọng thương mà chưa rõ nguyên nhân nên lơ là phòng thủ và do đó bị trúng tiêu độc của Kha Trấn Ác khiến bị mù cả hai mắt. Vì vậy, Mai Siêu Phong không dám đánh tiếp mà vội đưa Trần Huyền Phong bỏ chạy, trủy thủ mà Quách Tĩnh đâm vẫn cắm trong bụng Trần Huyền Phong.
Mai Siêu Phong đưa Trần Huyền Phong chạy thoát khỏi vòng vây của Giang Nam thất quái, nhưng Trần Huyền Phong không qua khỏi. Mai Siêu Phong đã lấy con trủy thủ mà Quách Tính đâm ngập vào bụng Trần Huyền Phong để lột phần da bụng của Trần Huyền Phong nơi lưu giữ bí kíp võ công Cửu âm chân kinh.

### Kết cục
Kể từ sau cái chết của Trần Huyền Phong, Mai Siêu Phong bị mù nên không còn tung hoành được như xưa. Mai Siêu Phong học thêm Bạch mãng tiên pháp trong Cửu âm chân kinh và sử dụng một chiếc roi bạc để tự bảo vệ mình. Do vậy, danh xưng Hắc Phong song sát không còn được giang hồ truyền tụng nữa.